# Ulrika Knape
Ulrika Margareta Knape-Lindberg (Göteborg, 26 aprile 1955) è un'ex tuffatrice e allenatrice di tuffi svedese.

## Biografia
È stata campionessa olimpica ai Giochi olimpici di Monaco di Baviera 1972 e campionessa del mondo a Belgrado 1973. Nel 1982 è divenuta membro dell'International Swimming Hall of Fame.
Nel 1972 le è stata conferita la Medaglia d'oro dello Svenska Dagbladet.
Sua figlia Anna Lindberg è stata più volte campionessa europea di tuffi ed ha partecipato ai Giochi olimpici di Sydney 2000.
Dopo il ritiro dall'attività agonistica, è divenuta allenatrice della nazionale svedese di tuffi.

## Palmarès
- Giochi olimpici

Monaco di Baviera 1972: oro nella piattaforma 10m, argento nel trampolino 3m
Montréal 1976: argento nella piattaforma 10m.
- Mondiali

Belgrado 1973: oro nella piattaforma 10m e argento nel trampolino 3m
Cali 1975: bronzo nella piattaforma 10m
- Europei di nuoto

Vienna 1974: oro nella piattaforma 10m e oro nel trampolino 3m